# Baccio del Bianco

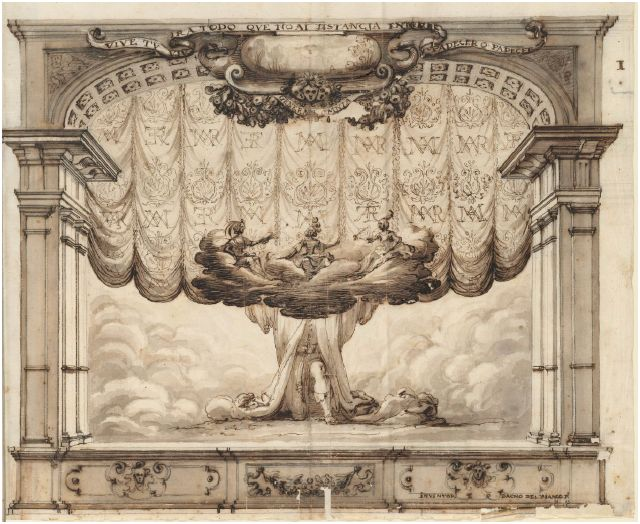
Escenografía de Fortunas de Andrómeda y Perseo de Pedro Calderón de la Barca, 1653, manuscrito conservado en la Houghton Library, Harvard University, Cambridge, Mass.

Baccio del Bianco (Florencia, 1604 - Madrid, 1657), ingeniero y escenógrafo italiano del Siglo de Oro teatral.
Llegó a España en 1651 para sustituir a Cosme Lotti. Bianco había ya colaborado con otros arquitectos, escenógrafos y figurinistas italianos como Alfonso Parigi el Joven o Bernardo Buontalenti, y llegaba a la corte de los Austrias en un momento de gran madrurez artística, tras haber trabajado para los Medici y la nobleza florentina. Aunque su estancia en España fue bastante breve (la muerte le sorprendió seis años después de llegar) resultó muy intensa y dejó una huella muy importante en la historia escénica del siglo XVII. Era increíblemente versátil, capaz de trabajar como director, escenógrafo, coreógrafo, figurinista, grabador, comediógrafo o actor, o incluso como caricaturista, modelista de vajillas, orfebre, cristalero, ebanista, atrezzista, compositor de música o instrumentista de cuerda y viento.
Colaboró con Pedro Calderón de la Barca en numerosas comedias para fiestas palaciegas: La fiera, el rayo y la piedra, comedia mitológica representada en el Coliseo del Buen Retiro en 1652. Otras fueron Andrómeda y Perseo (1653), o El golfo de las Sirenas (1657). Con motivo del estreno de la penúltima, Pedro Calderón de la Barca sintió celos profesionales a causa de los excesos escenográficos de Bianco (caídas, mutaciones, naufragios...) en cuyo proceso de preparación hubo de intervenir el mismísimo Felipe IV, preocupado por las noticias que le llegaban y los rifirrafes entre los dos creadores. Sin embargo, es lo cierto que la colaboración entre ambos logró funcionar a la perfección cuando el italiano le ganó la confianza a don Pedro (que ya había tenido sus encontronazos con su antecesor Cosme Lotti), y dio como fruto enormes éxitos teatrales.